# قائمة الأشخاص الذين يعانون من اضطراب القلق
عانى العديد من الشخصيات البارزة من شكل من أشكال اضطراب القلق. هذه قائمة بأشخاص يرافقهم مصدر موثوق يربطهم بواحد أو أكثر من اضطرابات الصحة العقلية القائمة على القلق بناءً على تصريحاتهم العلنية؛ هذه المناقشة مرتبطة أحيانًا بموضوع أكبر هو الإبداع والمرض العقلي. في حالة الأشخاص المتوفين فقط، يجب إدراج الأفراد الذين لديهم تشخيص بأثر رجعي فقط إذا كانوا مصحوبين بمصدر يعكس الرأي الأكاديمي السائد. لا ينبغي إضافة الأفراد إلى هذه القائمة ما لم يذكر الاضطراب بانتظام وشيوع في مصادر موثوقة سائدة.
القائمة مُرتبة أبجديًا حسب الحروف الإنجليزية.

## A
- أديل (مواليد 1988)، مغنية وكاتبة أغاني إنجليزية ("رولينغ إن ذا ديب"، "مرحباً"، "شخص مثلك"). عانت من القلق ونوبات هلع.[1][2]
- بيلي جو آرمسترونغ (مواليد 1972) مغني وكاتب أغاني أمريكي ("باسكت كيس"، "أميريكان أيديوت"، "بولفارد أوف بروكن دريمز"). وصف نفسه بأنه عانى من "اضطرابات الهلع طوال حياتي". أغنيته الناجحة "باسكت كيس" عام 1994 كُتبت عن مشاكله مع القلق.[3]
- فيونا آبل (مواليد 1977)، مغنية وكاتبة أغاني أمريكية ("كريمنال"، "بابير باج"، "فاست آس يو كان"). تعاني من اضطراب الوسواس القهري واضطراب ما بعد الصدمة.[4]

## B
- كيم باسنجر (مواليد 1953)، ممثلة أمريكية (لا تقل أبداً مرة أخرى، باتمان، ذا بورنينغ بلين) تعاني من رهاب الخلاء.[5]
- أماندا بينز (مواليد 1986)، ممثلة أمريكية (مثبتات الشعر، أول ذات، برنامج أماندا). تعاني وتلقت علاجًا لرهاب الاجتماعية.[6]

## C
- إيرل كامبل (مواليد 1955)، لاعب كرة قدم أمريكي محترف سابق. عانى من اضطراب الهلع.[7]
- ستيفن كولبير (مواليد 1964)، ممثل كوميدي ومقدم برامج تلفزيونية أمريكي (ذا كولبير ريبورت، ذا ليت شو ويذ ستيفن كولبير). عانى من القلق ونوبات الهلع.[8]

## D
- كارسون دالي (مواليد 1973)، مقدم برامج تلفزيونية ومنتج وشخصية إذاعية أمريكي (ليلة رأس السنة مع كارسون دالي). يعيش مع اضطراب القلق العام واضطراب الهلع.[9]
- بولا دين (مواليد 1947)، طاهية أمريكية، ومؤلفة كتب طبخ، وشخصية تلفزيونية. عانت من رهاب الخلاء.[10]

## E
- جيسي آيزينبيرغ (مواليد 1983)، ممثل أمريكي (الشبكة الاجتماعية، زومبي لاند، فرقة العدالة، ريو) مع رهاب اجتماعي.[11]
- ميسي إيليوت (مواليد 1971)، مغنية راب أمريكية ("جت أور فريك أون"، "وورك إت"، "أول إن ماي غريل") عانت من نوبات هلع قبل عرض الشوط الأول في سوبر بول XLIX.[12]
- كريس إيفانز (مواليد 1981)، ممثل أمريكي (أربعة مذهلون، كابتن أمريكا: المنتقم الأول، أخرجوا السكاكين).[13]
- جورج عزرا (مواليد 1993)، مغني وكاتب أغاني وعازف غيتار إنجليزي ("بودابست"، "شوتغن"، "إيني وان فور يو"، "بلايم إت أون مي"). يعاني من القلق واضطراب الوسواس القهري من النوع "Pure O".[14][15]

## G
- ليدي غاغا (مواليد 1986)، مغنية وكاتبة أغاني وممثلة أمريكية ("ارقص فقط"، "وجه البوكر"، "رومانسية سيئة"، "تليفون"، "تصفيق"، أميركان هورور ستوري: فندق، مولد نجم، بيت غوتشي). عانت من الاكتئاب والقلق.[16]
- ناول غلاغر (مواليد 1967)، موسيقي وكاتب أغاني إنجليزي (أويسس، ناول غلاغر). عانى من نوبات هلع.[17]
- بول غاسكوين (مواليد 1967)، لاعب كرة قدم إنجليزي محترف سابق. عانى من القلق.[18]
- ووبي غولدبرغ (مواليد 1955)، ممثلة، كوميدية، وشخصية تلفزيونية أمريكية (شبح، سيستر آكت، الأسد الملك، حكاية لعبة 3، ذا فيو).[19]
- سيلينا غوميز (مواليد 1992)، مغنية وممثلة أمريكية ("كم آند غيت إت"، "هانز تو ماي سيلف"، "سيم أولد لوف"، "لوف يو لايك أ لوف سونغ"، ويزردز أوف ويفرلي بليس).[20]
- زاك جرينك (مواليد 1983)، لاعب بيسبول أمريكي محترف.[21]
- روبرت غرينت (مواليد 1988)، ممثل إنجليزي (هاري بوتر (سلسلة أفلام)).[22]

## H
- كولتون هاينز (مواليد 1988)، ممثل وعارض أزياء أمريكي (ذئب مراهق، السهم).[23]
- كيت هارينغتون (مواليد 1986)، ممثل إنجليزي (صراع العروش، الأبديون، كيف تدرب تنينك). يعاني من اضطراب الوسواس القهري.[24]
- تاراجي بيندا هينسون (مواليد 1970)، ممثلة أمريكية (بايبي بوي، فتى الكاراتيه، إمباير).[25]

## J
- كيندال جينر (مواليد 1995)، عارضة أزياء وشخصية تلفزيونية أمريكية (مواكبة عائلة كارداشيان).[26]
- نعومي جود (1946–2022؛ عن عمر 76)، مغنية موسيقى ريف أمريكية وعضو في ذا جودز. عانت من القلق.[27]

## K
- نيكول كيدمان (مواليد 1967)، ممثلة أسترالية أمريكية (البوصلة الذهبية، عيون مغلقة على اتساعها، أكاذيب كبيرة صغيرة، ذا أندوينغ). عانت من نوبات الهلع.[28]

## L
- جينيفر لورنس (مواليد 1990)، ممثلة أمريكية (مباريات الجوع (سلسلة أفلام)، رجال إكس (سلسلة أفلام)، ذا بيل إنغفال شو). عانت من القلق.[29]
- هيذر لوكلير (مواليد 1961)، ممثلة وعارضة أزياء أمريكية (ملروس بليس، ديناستي (مسلسل 1981)).[30]
- ديمي لوفاتو (مواليد 1992)، مغنية وكاتبة أغاني وممثلة أمريكية ("هارت أتاك"، "سوري نوت سوري"، "كول فور ذا سامر"، "كونفيدنت"، "سكاي سكريبر"، كامب روك).[31]
- كيفن لف (مواليد 1988)، لاعب كرة سلة أمريكي محترف.[32]

## M
- كلينت مالارتشوك (مواليد 1961)، لاعب هوكي جليد كندي محترف سابق.[33]
- زين مالك (مواليد 1993)، مغني وكاتب أغاني إنجليزي (ون دايركشن، "بيلوتوك"، "داسك تيل دون"، "لايك آي وود").[34]
- هاوي مانديل (مواليد 1955)، شخصية تلفزيونية كندية (أمريكا غوت تالنت). عانى من اضطراب الوسواس القهري.[35]
- جون ماير (مواليد 1977)، مغني وموسيقي أمريكي ("ويتنج أون ذا وورلد تو تشينج"، "يور بودي إز أ وندر لاند").[36]
- جينيت مكوردي (مواليد 1992)، ممثلة ومغنية أمريكية (آي كارلي، سام وكات، أنا سعيدة لأن أمي ماتت). عانت من اضطراب الوسواس القهري.[37]
- شون مينديز (مواليد 1998)، يوتيوبر ومغني وكاتب أغاني كندي ("ستيتشز"، "تريت يو بيتر"، "ذيريز نثن هولدن مي باك"، "إف آي كانت هاف يو"). عانى من اضطراب القلق.[38]
- أنتوني ماكبارتلين (مواليد 1975)، مقدم برامج تلفزيونية إنجليزي (أنت آند ديك، بايكر غروف، آي إم أ سيلبريتي... جت مي آوت أوف هير!، أنت آند ديك'ز ساتردي نايت تيك أوي). يعاني من القلق.[39]
- مينا (مواليد 1997)، مغنية وراقصة يابانية (توايس). اضطرت إلى أخذ استراحة قصيرة من الفرقة بسبب اضطراب القلق.[40][41][42]
- بيل موري (مواليد 1950)، ممثل وكوميدي أمريكي (صائدو الأشباح، سكروجيد، يوم غراوندهوغ، ضائع في الترجمة).[43]

## O
- دوني أوزموند (مواليد 1957)، مغني وممثل أمريكي (ذا أوزموندز، دوني وماري (1976–1979)، دوني وماري (1998–2000)).[44]
- كونان أوبراين (مواليد 1963)، مقدم برامج تلفزيونية وكوميدي أمريكي (ليت نايت ويذ كونان أوبراين، كونان (برنامج حواري)، عائلة سيمبسون).[45][بحاجة لمصدر غير أولي]

## P
- ميشيل فايفر (مواليد 1958)، ممثلة أمريكية (الوجه ذو الندبة، علاقات خطرة، عودة باتمان، ماليفيسنت: ميستريس أوف إيفل). عانت من اضطراب القلق الاجتماعي.[46]
- خواكين فينيكس (مواليد 1974)، ممثل أمريكي (جوكر، بارنت هود، غلاديايتر، تو داي فور، السير على الخط).[47]

## R
- دانيال رادكليف (مواليد 1989)، ممثل إنجليزي (هاري بوتر (سلسلة أفلام)، المرأة ذات الرداء الأسود، الآن أنت تراني 2، ميراكل ووركرز).[48]
- ليلي راينهارت (مواليد 1996)، ممثلة أمريكية (ريفرديل، هاستلرز).[49]
- بيرت رينولدز (1936–2018؛ عن عمر 82)، ممثل أمريكي (الخلاص، سموكي آند ذا بانديت، ذا كانونبول رن، جميع الكلاب تذهب إلى الجنة). عانى من نوبات الهلع.[50]
- رايان رينولدز (مواليد 1976)، ممثل كندي أمريكي (ديدبول، توربو، الفانوس الأخضر، رعب إيميتيفيل). يعاني من القلق.[51]
- جون ريتشاردسون (مواليد 1982)، كوميدي إنجليزي (8 أوت أوف 10 كاتس، جون ريتشاردسون: ألتميت واريور). عانى من اضطراب الوسواس القهري.[52]
- ليان رايمز (مواليد 1982)، مغنية موسيقى ريف أمريكية ("بلو"، "كانت فايت ذا مونلايت"، "هاو دو آي ليف").[53]
- روب بيكيت (مواليد 1986)، كوميدي ومقدم برامج تلفزيونية إنجليزي (أول توغيدر ناو، سيلبز غو ديتينغ، 8 أوت أوف 10 كاتس). وصف نفسه بأنه يعاني من "ما كان أساسًا اضطراب قلق منخفض المستوى" بالإضافة إلى أفكار انتحارية.[54]
- وينونا رايدر (مواليد 1971)، ممثلة أمريكية (أشياء غريبة، بيتلجوس، أصدقاء، إدوارد ذو الأيدي المقصات، البجعة السوداء). عانت من القلق.[55]

## S
- بين شوارتز (مواليد 1981)، ممثل، كوميدي، وكاتب أمريكي (الحدائق والمنتزهات، هاوس أوف لايز).[56]
- أماندا سيفريد (مواليد 1985)، ممثلة، مغنية، وعارضة أزياء أمريكية (ماما ميا!، فتيات لئيمات، فيرونيكا مارس، في الوقت المحدد، البؤساء). عانت من اضطراب الوسواس القهري.[57]
- ساره سلفرمان (مواليد 1970)، ممثلة وكوميدية أمريكية (ذا سارة سلفرمان بروغرام، رالف المدمر، آي سمايل باك).[58]
- سيدي سينك (مواليد 2002)، ممثلة أمريكية (أشياء غريبة، الحوت، آل تو ويل: ذا شورت فيلم). عانت من نوبات الهلع.[59]
- هوارد ستيرن (مواليد 1954)، شخصية إذاعية وتلفزيونية أمريكية (برنامج هوارد ستيرن، أمريكا غوت تالنت). عانى من اضطراب الوسواس القهري.[60]
- إيما ستون (مواليد 1988)، ممثلة أمريكية (الرجل العنكبوت المذهل، لا لا لاند، المفضلة، كرولا، زومبي لاند). عانت من القلق ونوبات الهلع.[61]
- زوي ساج (مواليد 1990)، يوتيوبر، مؤلفة، وسيدة أعمال إنجليزية (غيرل أونلاين). تعاني من القلق.[62]
- مارك سامرز (مواليد 1951)، شخصية تلفزيونية ومقدم برامج تلفزيونية أمريكي. عانى من اضطراب الوسواس القهري.[63]

## T
- بيلي بوب ثورنتون (مواليد 1955)، ممثل وموسيقي أمريكي (خطوة واحدة خاطئة، برايمري كولورز). عانى من اضطراب الوسواس القهري.[64]
- جاستن تمبرليك (مواليد 1981)، مغني وكاتب أغاني، ممثل وراقص أمريكي (إن سينك، "كراي مي آ ريفر"، "سكسي باك"، "ميرورز"، "سوت آند تاي"، "ماي لوف"، في الوقت المحدد، شريك الثالث، الشبكة الاجتماعية، أصدقاء، معلمة سيئة). عانى من اضطراب الوسواس القهري.[65]
- تيني (مواليد 1997)، مغنية، ممثلة، راقصة، وعارضة أزياء أرجنتينية (فيوليتا). عانت من القلق ونوبات الهلع.[66]

## W
- سيدني ماغرودر واشنطن، راقصة باليه أمريكية.[67]
- ويل ويتون (مواليد 1972)، ممثل أمريكي (ستار تريك: الجيل التالي، مراهقو التايتنز، بن 10).[68]
- رويس وايت (مواليد 1991)، لاعب كرة سلة أمريكي.[69]
- ميج وايت (مواليد 1974)، موسيقية أمريكية (عازفة درامز في ذي وايت سترايبس). أدت معاناتها من القلق الشديد إلى اعتزالها عام 2011.[70][71]
- مارا ويلسون (مواليد 1987)، ممثلة ومؤلفة أمريكية (السيدة داوتفاير، ماتيلدا، ميراكل أون 34 ستريت). عانت من اضطراب الوسواس القهري.[72]